# Avédjin
Avédjin est un arrondissement du département du Couffo au Bénin.

## Géographie
Avédjin est une division administrative sous la juridiction de la commune de Toviklin,.

## Démographie
Selon le recensement de la population effectué par l'Institut National de la Statistique Bénin en 2013, Avédjin compte 4052 habitants pour une population masculine de 1915 contre 2137 femmes pour un ménage de 799.